# Ri Pyŏng Ch’ŏl
Ri Pyŏng Ch’ŏl (kor. 리병철; ur. 1948) – północnokoreański wojskowy i polityk. Marszałek Koreańskiej Armii Ludowej i dowódca Sił Powietrznych KRLD. Od 23 maja 2020 wiceprzewodniczący Centralnej Komisji Wojskowej KC Partii Pracy Korei. Deputowany do Najwyższego Zgromadzenia Ludowego KRLD.

## Kariera
Niewiele wiadomo o karierze zawodowej Ri Pyŏng Ch’ŏla przed 1992, kiedy to został awansowany na dwugwiazdkowego generała. Został absolwentem Szkoły Rewolucyjnej w Man’gyŏngdae. Od lipca 1998 jest deputowanym do Najwyższego Zgromadzenia Ludowego KRLD. W kwietniu 2008 wraz z awansem na trzygwiazdkowego generała objął stanowisko dowódcy Lotnictwa Koreańskiej Armii Ludowej. Od tego momentu wielokrotnie pojawiał się u boku Kim Dzong Ila podczas licznych wizytacji jednostek wojskowych. W kwietniu 2010 otrzymał stopień czterogwiazdkowego generała. Podczas III Konferencji Partii Pracy Korei 28 września 2010 został wybrany członkiem Centralnej Komisji Wojskowej KC PPK, jednego z najważniejszych organów w Partii Pracy Korei, odpowiedzialnego za sprawy wojskowe, a także po raz pierwszy zasiadł w Komitecie Centralnym.
W grudniu 2011 znalazł się na 66. miejscu w 233-osobowym Komitecie Żałobnym na pogrzebie Kim Dzong Ila. Świadczyło to o formalnej i faktycznej przynależności Ri Pyŏng Ch’ŏla do grona ścisłego kierownictwa politycznego KRLD.
W grudniu 2017 amerykański Departament Stanu nałożył na jego osobę sankcje. Pod koniec 2019 objął stanowisko dyrektora jednego z departamentów Komitetu Centralnego PPK. 23 maja 2020 został mianowany wiceprzewodniczącym Centralnej Komisji Wojskowej Komitecie Centralnym Partii Pracy Korei. 13 sierpnia 2020 przeszedł do Prezydium Biura Politycznego KC Partii Pracy Korei. 5 października 2020 otrzymał awans na stopień marszałka Koreańskiej Armii Ludowej.

## Ordery i odznaczenia
- Order Kim Dzong Ila (2012)[9]